# Вакідзаші

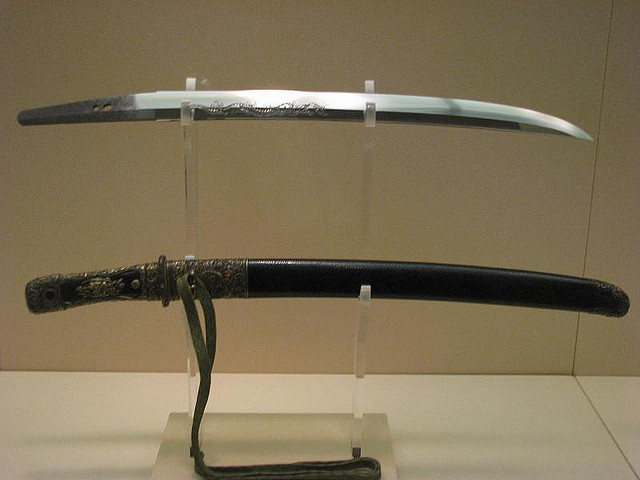
Вакідзасі періоду Едо

Вакідзасі, варіант транслітерації — вакідзаші (яп. 脇差, わきざし) — короткий традиційний японський меч. В основному використовувався самураями та носився на поясі.
Довжина клинка — від 30 см до 61 см. Загальна довжина 50—80 см. Вакідзаші схожий формою на катану. Його носили в парі з катаною, затикаючи за пояс лезом вгору.
Часто мечі вакідзаші і катана робив один майстер, мечі мали якісне оформлення і один стиль. Цю пару мечів називали дайшьо, що в перекладі означало «довгий — короткий» або «великий — малий». А якщо мечі виготовлялися різними майстрами, то їх вже не можна було називати дайшьо. У дайшьо вакідзаші використовувався як короткий меч (шьото).
Самураї використовували вакідзаші як зброю тоді, коли катана була недоступна або непридатна.
У ранні періоди японської історії замість вакідзаші носився малий меч танто. Також, коли самурай одягав обладунки, замість катани та вакідзаші зазвичай використовувався тачі та танто. Входивши в приміщення, воїн залишав катану у слуги або на спеціальній підставці. Вакідзаші ж завжди залишався при самураї, його знімали лише у випадку, якщо самурай залишався в приміщенні на тривалий період часу.
Для зручного носіння декількох мечів (катани, вакідзаші й танто), японцями були винайдені різні способи носіння мечів. Мечі фіксувалися за допомогою шнура саґео, який просмикувався через скобу куріґата, яка перебувала на лицьовій стороні піхов. Такі способи фіксації, не дозволяли мечу впасти на землю і при цьому залишали торс вільним.
Феодали часто називали цей меч «охоронцем своєї честі», оскільки він використовувався для сеппуку. Деякі школи фехтування вчили використовувати  катану і вакідзаші одночасно (дивіться Міямото Мусаші).
На відміну від катани, яку могли носити лише самураї, вакідзашсі був дозволений купцям та ремісникам. Вони використовували цей меч як повноцінну зброю, бо за статусом не мали права носити катану.